# Ministère de l'Économie et de la Planification
Le ministère de l'Économie et de la Planification (arabe : وزارة الإقتصاد والتخطيط) est le ministère tunisien chargé de la politique économique de l'État.

## Ministre
Le ministre de l'Économie et de la Planification est nommé par le président de la République tunisienne sur proposition du chef du gouvernement. Il dirige le ministère et participe au Conseil des ministres.
Le ministre en titre est Samir Abdelhafidh, titulaire du portefeuille dans le gouvernement Hachani/Madouri/Zaafrani, depuis le 25 août 2024.

## Liste des ministres
| Image | Nom                       | Parti        |  | Gouvernement                  | Début du mandat | Fin du mandat   |
| ----- | ------------------------- | ------------ |  | ----------------------------- | --------------- | --------------- |
|       | Samir Saïed               | Indépendant  |  | Gouvernement Bouden/Hachani   | 17 octobre 2021 | 17 octobre 2023 |
|       | Sihem Boughdiri (intérim) | Indépendante |  | Gouvernement Hachani          | 17 octobre 2023 | 24 janvier 2024 |
|       | Feryel Ouerghi            | Indépendante |  | Gouvernement Hachani/Madouri  | 24 janvier 2024 | 25 août 2024    |
|       | Samir Abdelhafidh         | Indépendant  |  | Gouvernement Madouri/Zaafrani | 25 août 2024    | en cours        |

## Secrétaires d'État
- Samir Abdelhafidh (Petites et moyennes entreprises) du 24 janvier au 25 août 2024.